# Estación Galeria
La Estación Galeria es una de las estaciones del Metro de Brasilia, situada en Brasilia, entre la Estación Central y la Estación 102 Sul. La estación está localizada en un área preservada por el Instituto del Patrimonio Histórico y Artístico Nacional (IPHAN).
Fue inaugurada en 2001 y atiende al principal centro económico del Distrito Federal, además de toda la región central de Brasilia.

## Accesos
El acceso a la estación se realiza, además de por escaleras, también por ascensor, facilitando el desplazamiento de las personas con movilidad reducida.
El Acceso Sur es el más próximo a las puertas de acceso y las plataformas, pero está alejado de la Galería de los Estados. Además de ese, existen varios accesos próximos al Sector Comercial Sur.

## Cercanías
- SBS (Sector Bancario Sur)
- SCS (Sector Comercial Sur)
- SHS (Sector Hospitalario Sur)

## Objetos Perdidos
En esta estación está localizado el Puesto Central de Objetos Perdidos, donde los objetos encontrados en cualquier estación o tren del Metro de Brasilia son guardados durante hasta 30 días. Después de ese plazo, los objetos son donados a la Administración Regional de Brasilia mientras que los documentos son enviados a Correos.